# Sophie Debattista
Sophie Debattista (* 20. April 1994 in Malta) ist eine maltesische Sängerin und Schauspielerin.

## Leben
Debattista ist eine Tochter einer britischen Mutter und eines maltesischen Vaters.
Sie repräsentierte 2006 Malta beim Junior Eurovision Song Contest in Rumänien, bei dem sie mit dem Titel Extra Cute Platz 11 belegte. Im Folgejahr verkündete sie das maltesische Votum für den Junior Eurovision Song Contest 2007 in Rotterdam. 2010 unterschrieb sie einen Vertrag beim englischen Musiklabel „Thru the Mill“. 2011 nahm sie mit dem Titel Love to Love Yo an den nationalen Vorausscheidungen für den Eurovision Song Contest 2011 in Düsseldorf teil.
In dem TV-Film „Marco W. – 247 Tage im türkischen Gefängnis“ spielte sie die Rolle der von Marco Weiss mutmaßlich missbrauchten 13-jährigen Britin.
2014 nahm sie erneut am Vorentscheid zum ESC in Kopenhagen teil, diesmal mit dem Titel Let the Sunshine in. Beim Auftritt wurde sie von ihrer Schwester Charlotte unterstützt, die bereits 2004 am JESC teilnahm.